# Safet Sušić
Safet Sušić (Zavidovići, 1955. április 13. –) jugoszláv és bosnyák válogatott labdarúgó, bosnyák válogatott szövetségi kapitány 2009 és 2014 között.

## Sikerei, díjai

### Játékosként
FK Sarajevo
- Jugoszláv bajnoki ezüstérmes (1): 1979-80

Paris Saint-Germain
- Francia bajnok (1): 1985–86
- Francia bajnoki ezüstérmes (1): 1988–89
- Francia kupagyőztes (1): 1982–83
- Francia kupa ezüstérmes (1): 1984–85

Egyéni
- Jugoszláv bajnokság gólkirálya (1): 1979–80
- Francia bajnokság, legjobb külföldi játékos (1): 1982–83
- Az év horvát labdarúgója (1): 1979
- Az év bosnyák labdarúgója (1): 1979
- UEFA Jubilee Awards (1): 2004

## Magánélete
Testvére Sead Sušić korábbi csatár. Unokaöccse, Tino-Sven Sušić bosnyák válogatott labdarúgó.

## Fordítás
Ez a szócikk részben vagy egészben  a   Safet Sušić című angol Wikipédia-szócikk fordításán alapul.  Az eredeti cikk szerkesztőit annak laptörténete sorolja fel. Ez a jelzés csupán a megfogalmazás eredetét és a szerzői jogokat jelzi, nem szolgál a cikkben szereplő információk forrásmegjelöléseként.